# Trizonesien-Song

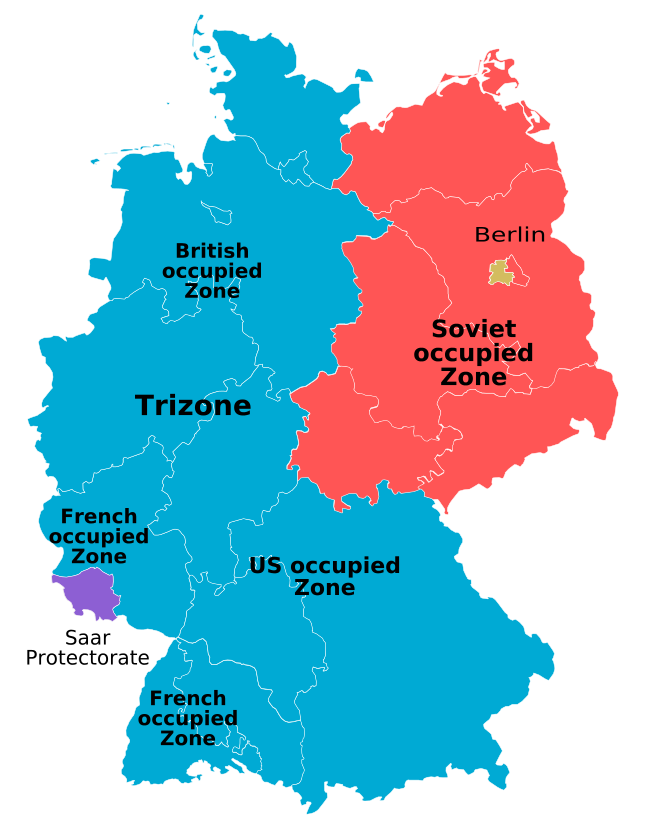
Bản đồ thể hiện các vùng chiếm đóng của Đồng minh ở Đức (Xanh: Anh-Pháp-Mỹ, đỏ:Liên Xô).

Trizonesien-Song (Bài ca của vùng Trizonesia) là một bài hát châm biếm của Đức được viết bởi Karl Berbuer vào năm 1948. Nó đảm nhận vai trò thay thế quốc ca thực tế của Tây Đức vào thời điểm không có quốc ca chính thức. Bài hát là một tuyên bố mỉa mai, tự ti về tình trạng hiến pháp chưa được giải quyết của ba khu vực phía Tây trong khi ba cường quốc là Hoa Kỳ, Anh và Pháp chiếm đóng phía Tây nước Đức.

## Bối cảnh sáng tác
Vào ngày 8 tháng 4 năm 1948, Pháp gia nhập Bizone , trước đây được hình thành từ các khu vực chiếm đóng của Hoa Kỳ và Vương quốc Anh kể từ khi Chiến tranh Thế giới thứ hai kết thúc . Điều này dẫn đến việc khu vực này được đổi tên thành Trizone. Berbuer có ý tưởng cho bài hát vào năm 1947 khi đang ngồi trong một nhà hàng gần Nhà thờ Cologne , nơi Bizone đang được thảo luận. Ai đó trong nhóm đã đề cập đến từ mới 'Bizonesia'. Với việc bổ sung nước Pháp, Berbuer đã tạo ra từ 'Trizonesia'. Ông ra mắt bài hát vào ngày 11 tháng 11 năm 1948; ngày xuất bản chính thức là ngày 17 tháng 12 năm 1948.
Vào thời điểm đó không có bài quốc ca chính thức của Đức . "Deutschlandlied" đã không còn chính thức kể từ khi Đức Quốc xã đầu hàng Đồng Minh. Vì điều này và sự phổ biến của bài hát, nó đã được sử dụng tại các sự kiện thể thao như một bài hát thay thế để đại diện cho nước Đức. Ở Anh, ban đầu nó được coi là dấu hiệu của một chủ nghĩa xét lại đang nổi lên, nhưng sau đó cũng được chơi như một bài quốc ca thay thế. Tại một trận đấu bóng đá ở trại tù binh ở Anh , bài hát được phát cùng với "God Save the King" như một bài quốc ca. Nó cũng được chơi tại một cuộc đua xe đạp ở Cologne vào năm 1949 tại lễ trao giải. Các sĩ quan quân đội đồng minh có mặt đã nhầm nó với quốc ca Đức và đứng dậy khỏi ghế.
Năm 1950, thủ tướng Tây Đức Konrad Adenauer đã tổ chức một cuộc họp báo tại Berlin để nói về sự kiện này: "Tôi tin rằng năm ngoái tại một sự kiện thể thao ở Sân vận động Cologne. Có cả quân đội Bỉ hiện diện. Cuối cùng, các bài quốc ca đã được chơi, và ban nhạc, người rõ ràng có một người lãnh đạo rất hiệu quả và thông minh, và không có chỉ dẫn cụ thể về những gì nên chơi cho nước Đức, đã chơi bài hát Ich bin ein Einwohner von Trizonesien. Điều tôi đang nói với bạn bây giờ là bí mật - không công bố: nhiều binh sĩ Bỉ đã đứng lên và chào vì tin rằng đó là quốc ca."

## Lời bài hát
| Mein lieber Freund, mein lieber Freund, Die alten Zeiten sind vorbei. Ob man da lacht, ob man da weint, Die Welt geht weiter eins, zwei, drei. Ein kleines Häuflein Diplomaten macht heut' die große Politik. Sie schaffen Zonen, ändern Staaten. Und was ist hier mit uns im Augenblick? Wir sind die Eingeborenen von Trizonesien. Heidi-tschimmela- tschimmela-tschimmela- tschimmela bumm! Wir haben Mägdelein mit feurig wildem Wesien!. Heidi-tschimmela- tschimmela-tschimmela- tschimmela bumm! Wir sind zwar keine Menschenfresser, Doch wir küssen um so besser. Wir sind die Eingeborenen von Trizonesien. Heidi-tschimmela- tschimmela-tschimmela- tschimmela bumm! Doch fremder Mann, damit du's weißt. Ein Trizonese hat Humor. Er hat Kultur, er hat auch Geist. Darin macht keiner ihm was vor. Selbst Goethe stammt aus Trizonesien, Beethovens Wiege ist bekannt. Nein, so was gibt's nicht in Chinesien, Darum sind wir auch stolz auf unser Land. Wir sind die Eingeborenen von Trizonesien. Heidi-tschimmela- tschimmela-tschimmela- tschimmela bumm! |